# Yungipicus kizuki
Yungipicus kizuki, anteriorment anomenat Picoides kizuki, és un ocell de la família dels pícids (Picidae) que habita boscos i ciutats del nord-est de la Xina, sud-est de Sibèria, Corea, les illes Kurils, el Japó i les illes Ryukyu. El seu nom específic, kizuki, deriva aparentment de la paraula japonesa 啄木鳥 (kitsutsuki), que significa 'picot'.